# Шаймарданов Шайгардан Шаймарданович
Шайгардан Шаймарданович Шаймарданов (15 вересня 1890, с. Старе Байсарово, Байсаровської волості, Мензелінського повіту, Уфимської губернії, Російська імперія — 27 січня 1940, м. Москва, РРФСР, СРСР) — радянський татарський державний діяч. Член РСДРП(б) з 1917 року.

## Біографія
Син селянина-бідняка. Батька його у серпні 1918 року розстріляли білогвардійці за співчуття до Радянської влади та за приналежність сина до більшовиків. 1906 року Ш. Шаймарданов закінчив початкову сільську школу, працював у господарстві батька, був «хлопчиком» у торговця, батрачив у куркуля.
1911 року був призваний на військову службу, де закінчив навчальну команду і став артилеристом-феєрверкером.
Учасник Першої світової (1914—1918) та Громадянської війни (1918—1920).
Демобілізувавшись на початку січня 1918 року, він приїхав до рідного села, був обраний членом волосного земельного комітету і відразу ж узявся до роботи з вилучення земель у місцевих багатіїв, мулл та куркулів. У березні був обраний головою сільради, безпосередньо керував розподілом земель серед трудящих селян. На початку червня 1918 року Шаймарданов обирається головою виконкому волосної Ради та призначається волосним військовим комісаром. У зв'язку з наближенням до кордонів Мензелинського повіту білочехів він організовує з фронтовиків та сільської молоді червоногвардійський загін і бере участь у боях з ворогом.
У листопаді 1918 його відкликають з армії, він знову стає волосним військовим комісаром і обирається головою волосної Ради. Під його керівництвом проводиться мобілізація до армії, організується збирання та відправлення хліба, фуражу для фронту, налагоджується мирне життя. 1919 року під час наступу колчаківців призначається начальником з евакуації всіх радянських установ та організацій Мензелинського повіту, після чого і сам пішов воювати з частинами 5-ї армії Східного фронту. Повернувшись після вигнання ворога наприкінці жовтня 1919 року, він знову працює головою волосного виконкому та секретарем волосного комітету РКП (б) у селі Байсарове. Потім обирається членом повітового виконавчого комітету.
У лютому-березні 1920 року бере участь у придушенні куркульсько-есерівського заколоту «Чорного орла та землероба». Залучався до роботи міжвідомчої комісії щодо встановлення кордонів Татарської АРСР.
Заступник голови, голова Мензелинського повітового виконкому (1921—1923). У 1923—1924 рр. працював відповідальним секретарем Мензелінського кантонального комітету партії.
1924 року був учасником II з'їзду Рад СРСР, на якому обраний членом ЦВК СРСР.
У 1924—1925 рр. — заступник голови Центрального Виконавчого Комітету (ТатЦВК) Татарської АРСР.
У 1925—1927 рр. — голова Центрального Виконавчого Комітету (ТатЦВК) Татарської АРСР.
З 1927 року — голова Ради народних комісарів Татарської АРСР. При ньому розпочалася підготовка національних кадрів та переклад діловодства рідною мовою. Поради республіки розгорнули роботу з вирощування національних кадрів, насамперед із робітників та селян. Було створено низку навчальних закладів для прискореної підготовки кадрів: Татарський комуністичний університет, курси при Центральній комісії з впровадження татарської мови та ін. За його безпосередньою участю було розроблено проєкт Конституції ТАРСР та внесено на затвердження до вищих органів державної влади.
У 1928—1930 рр. працював відповідальним секретарем (відповідальним інструктором) ЦК ВКП (б). Член колегії Наркомфіну РРФСР (1930—1931). Був направлений на навчання до Академії зовнішньої торгівлі, яку закінчив у 1933 році.
З 1933 по 1935 рр. працював заступником голови об'єднання «Совафганторг».
Торговий представник СРСР в Тувинській Народній Республіці (1935—1937). З 1937 по 1938 рр. знаходився в резерві Наркомзовнішторгу.
У 1938—1939 рр. — заступник начальника «Союзпушніни» Наркомату заготівлі СРСР.
Делегат XI—XVI з'їздів ВКП (б), II та V з'їзду Рад СРСР, багатьох всеросійських з'їздів Рад, з'їздів Рад Татарської АРСР.
У серпні 1939 року необґрунтовано репресовано та розстріляно на початку 1940 року. Похований у спільній могилі Нового Донського кладовища м. Москви. Реабілітований посмертно 1958 року.

## Пам'ять
- На батьківщині Ш. Шаймарданова поставлено пам'ятник.
- Композитор С. Садикова та поет М. Нугман склали про нього пісню «Шаймарданов комісар» (рос. Шаймарданов комиссар).
- Рішенням Актаниського райвиконкому 11.08.67 року колгосп, розташований у селі Байсарове, був названий ім'ям Ш. Шаймарданова.